# 大地の歌 (バレエ)

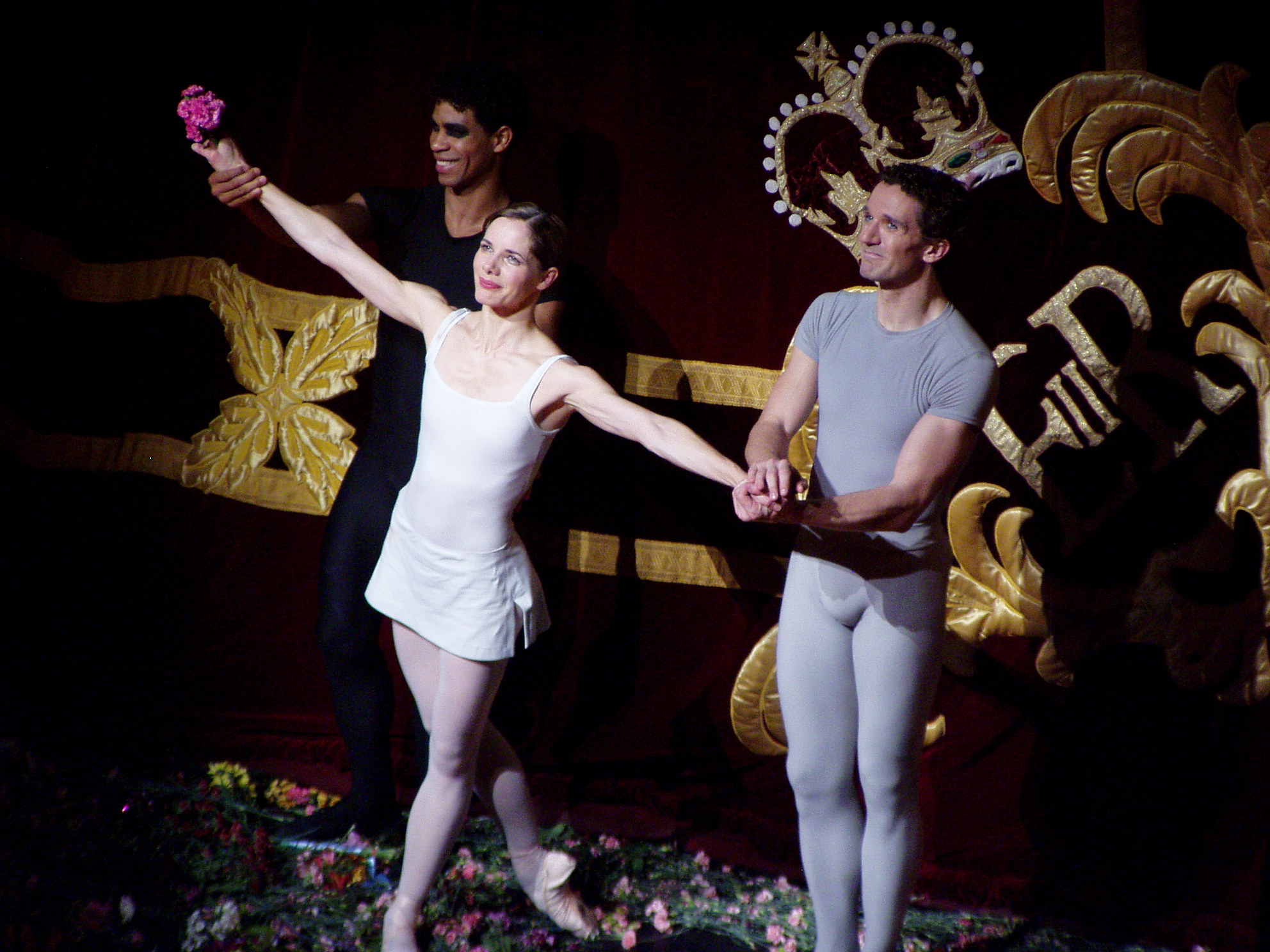
（左から）カルロス・アコスタ、ダーシー・バッセル、ゲイリー・エイビス。バッセル引退記念公演で『大地の歌』上演後のカーテン・コールにて。

『大地の歌』（だいちのうた、英: The Song of the Earth、独: Das Lied von der Erde、仏: La Chant de la Terre）は、オーストリアの作曲家グスタフ・マーラーが作曲した交響曲『大地の歌』に振付を行ったバレエ作品である。20世紀後半以降、これまでにアントニー・チューダー、ケネス・マクミラン、ハインツ・シュペルリ、ジョン・ノイマイヤーなど、著名な振付家が振付を行っている。

## チューダー版
バレエ・シアター（後のアメリカン・バレエ・シアター）の振付家であったアントニー・チューダーは、マーラーの『大地の歌』に合わせたバレエ作品の制作に取りかかった。『大地の歌』は人間という存在のはかなさを表わした往古の中国詩に基づいて書かれた6楽章からなり、チューダーは振付の可能性に挑むものとして長らく興味を寄せていた。チューダーは、「季節のように人間の経験は繰り返し、突然始まるものでも終わるものでもない」と説明している。作品は『Shadow of the Wind』と題して1948年4月14日にニューヨークのメトロポリタン歌劇場で初演された。美術・衣装・照明はジョー・ミールジナーであった。ダンサーは、第1楽章にイーゴリ・ユースケヴィッチ、ヒュー・ラング、ディミトリ・ロマノフ、第2楽章にアリシア・アロンソ、ジョン・クリザ、メアリー・バー、第3楽章にルース・アン・ケサンとクランドル・ディール、第4楽章にダイアナ・アダムズとザカリー・ソロフ、第5楽章にヒュー・ラング、第6楽章にナナ・ゴールドナー、ヒュー・ラング、ディミトリ・ロマノフを宛てた。中国風を擬した流れるような精巧な衣装と、東洋的な姿勢を模したダンサーを写したカール・ヴァン・ヴェクテンによる写真が残されている。
しかしこの作品は成功せず、マスコミからも肯定的な反応はほとんどなかった。ジョン・マーティンは『ニューヨーク・タイムズ』で「ドイツ的厭世観といにしえの中国の古典的快楽主義の組み合わせに、チューダーはことさらに伝統的なバレエの格式張ったフォーメーションを付け加えた」と酷評している。公演は3回しか行われず、最後の公演は客席の24％しか埋まらなかった。

## マクミラン版
1959年、ケネス・マクミランは、ロンドンのロイヤル・オペラ・ハウスの首脳陣に、マーラーの『大地の歌』をロイヤル・バレエ団の新作に用いることを打診した。しかし、このような大作の音楽作品はバレエ音楽向きではないとして拒否されてしまった。これに対して、マクミランは1965年に友人でシュトゥットガルト・バレエ団の芸術監督であったジョン・クランコに構想を打ち明け、クランコはこれをすぐさま受け入れた。マクミランはその脚本を「男と女がいる。死が男を連れ去るが、死は男とともに女のもとに戻る。そして最後には死は再生を約束することに気付く」という言葉で要約している。マルシア・ハイデが「女」（Die Frau）、レイ・バーラが「男」（Der Mann）、エゴン・マドセンが「永遠の者」（Der Ewig、英語では The Eternal One）を演じ、1965年11月7日にシュトゥットガルトのヴュルテンベルク州立劇場で初演された。歌唱はメゾソプラノのマルガレーテ・ベンスとテノールのジェームス・ハーパーが担当した。マクミランの振付では、「女」は「男」の動きから隔絶された孤独の姿であり、「男」は幸福にも自身の死に気づいていない。「永遠の者」は悪の姿ではなく、舞台上のすべての者にとって常に共にある穏やかな存在として描かれている。
これはただちに成功を収め、ドイツの観衆や批評家から広く賞賛を集めた。これを見たロイヤル・バレエ団は、シュトゥットガルトでの初演からわずか6か月後にこの作品をレパートリーに取り入れた。 1966年5月にロンドンのロイヤル・オペラ・ハウスで英題 Song of The Earth として上演され、客演のマルシア・ハイデが「女」、ドナルド・マクリアリーが「男」、アンソニー・ダウエルが「永遠の者」を演じた。コヴェント・ガーデンでの公演にあたり、ニコラス・ジョージアディスはオリジナルの衣装を採用した。その振付は「息を呑むような美しさと力の作品の中で、現代主義的な曲線にシームレスに変化する、地球に縛られた非古典的な動き」と表現された。
2007年にはダーシー・バッセルの引退記念公演としてBBC Twoで生放送され、ゲイリー・エイビスが「男」、カルロス・アコスタが「永遠の者」を演じた。2017年にはマクミラン没後25周年を記念して、英国内の5つのバレエ団がロイヤル・オペラ・ハウスで Kenneth MacMillan: a National Celebration と題した合同公演を行った。この公演でイングリッシュ・ナショナル・バレエ団が『大地の歌』を上演し、高橋絵里奈が「女」、アイザック・エルナンデスが「男」、ゲスト・プリンシパルのジェフリー・シリオが「永遠の者」を演じた。2020年には、イングリッシュ・ナショナル・バレエ団が新型コロナウイルス感染症の世界的流行による舞台芸術への影響に対抗して、『大地の歌』の動画をオンライン公開した。これは2017年に内部での記録用にマンチェスターのパレス・シアターで撮られたもので、タマラ・ロホが「女」、ジョセフ・ケーリーが「男」、ジェフリー・クリオが「永遠の者」を演じたものであった。

## シュペルリ版
スイスの振付家ハインツ・シュペルリは、チューリッヒ・バレエ団の芸術監督としての長いキャリアの最後、引退を前にして2011年に『大地の歌』の振付に取り組んだ。第6楽章の最後は ewig, ewig, ewig（常に、常に、常に）という言葉で終わり、ある批評家の言を借りれば「夜の別れの終わりのないエコーのように」聞こえることから、シュペルリにとって適切な選択に思われた。シュペルリは『大地の歌』を、若々しい活気に満ちた朝から疲れ果てた日没と夕暮れまでの、人生という旅の愁いに満ちた回想と捉えた。シュペルリの振付では、全6楽章のそれぞれにマーラーの音楽と漢詩から想起された主人公を立てている。
フロリアン・エティによる美術とクラウディア・バインダーによる衣装で、2011年4月2日にチューリッヒ歌劇場で初演された。初演者は「男」役のヴァエ・マーティロスヤン、「永遠」役のキャリーヌ・セネカ、「死」役のフィリペ・プルトゥガル、「離別」役のアルマン・グレゴリヤン、「少女」役のガリーナ・ミハイロヴァ、「美」役のサラ＝ジェーン・ブロードベックの6人であった。シュペルリは、マクミランのように詩の意味を説明しようとはせず、代わりに詩の単語や句、雰囲気を手がかりに振付を行い、各曲に瞑想的なダンスを振り付けた。その結果、「現代のクラシック・ダンスの語法で言えば大小のアンサンブルがあってソロはほとんどないが、その結果、忘れ得ぬほど美しい一連の情景が生み出された」と評された。

## ノイマイヤー版
ジョン・ノイマイヤーは、振付家として活動する中で、マーラーの音楽に振り付けることへの興味を抱き続けていた。そして2015年、72歳のときにパリ・オペラ座バレエのために『大地の歌』を振り付けることになった。美術・衣装・照明はノイマイヤー自身がデザインし、2015年2月24日にパリ・オペラ座バレエの本拠地であるガルニエ宮で初演が行われた。指揮者はパトリック・ランゲ、歌手はテノールのブルクハルト・フリッツ、バリトンのパウル・アルミン・エーデルマンであった。上演時のタイトルは仏語訳の Le Chant de la Terre で、同団のエトワールとプルミエ・ダンスール、そしてコール・ド・バレエにより演じられた。マクミラン版と同様に男性2人と女性が演者を引っ張るが、アクションは女性ではなく男性2人が引っ張る構成となっていた。マチュー・ガニオが強く、しかし憂鬱な男を演じ、カール・パケットがその影武者、レティシア・プジョルが女を演じた。しかし上演は必ずしも成功したとはいえず、振付が中国詩を基にした歌をあまりに文字通りに解釈し過ぎていると批判された他、ダンサーにも技術面で不足があり失敗が見られた。賞賛を勝ち得たのは、終曲「告別」でガニオとプジョルが見せた感動的なパフォーマンスだけであった。